# Triaenodes detruncatus
Triaenodes detruncatus là một loài Trichoptera trong họ Leptoceridae. Chúng phân bố ở miền Cổ bắc.